# 신장 톈산 쉐바오
신장 톈산 쉐바오 FC(중국어: 新疆天山雪豹, 병음: Xīnjiāng Tiānshān Xuěbào)은 중국 신장 위구르 자치구 우루무치 시를 연고로 하는 축구 클럽이다. 현재 중국 갑급리그에 참가하고 있다.
2011년 12월 후베이 화카이얼(중국어 간체자: 湖北华凯尔, 정체자: 湖北華凱爾, 병음: Húběi Huákǎi'ěr)이라는 이름으로 창단되었다. 2012년 중국 을급리그에서 남구 리그 4위를 차지했으며 승격 플레이오프에서 2위를 차지하여 갑급리그로 승격되었다. 2014년 2월 후베이성에서 신장 위구르 자치구로 연고지를 이전하였다.